# Afrotyphlops elegans
Afrotyphlops elegans är en ormart som beskrevs av Peters 1868. Afrotyphlops elegans ingår i släktet Afrotyphlops och familjen maskormar. Inga underarter finns listade i Catalogue of Life.
Denna orm förekommer endemisk på ön Príncipe i Guineabukten. Arten lever i låglandet och i kulliga områden upp till 400 meter över havet. Den vistas i olika slags skogar. Afrotyphlops elegans gräver i lövskiktet och i det översta jordlagret. Den undviker kulturlandskap. Honor lägger ägg.
Några exemplar dödas av människor som av misstag antar att ormen är giftig. Hela populationen anses vara stabil. IUCN listar arten som livskraftig (LC).